# Седріано
Седріано (італ. Sedriano) — муніципалітет в Італії, у регіоні Ломбардія,  метрополійне місто Мілан.
Седріано розташоване на відстані близько 490 км на північний захід від Рима, 18 км на захід від Мілана.
Населення — 11 828 осіб (2014).

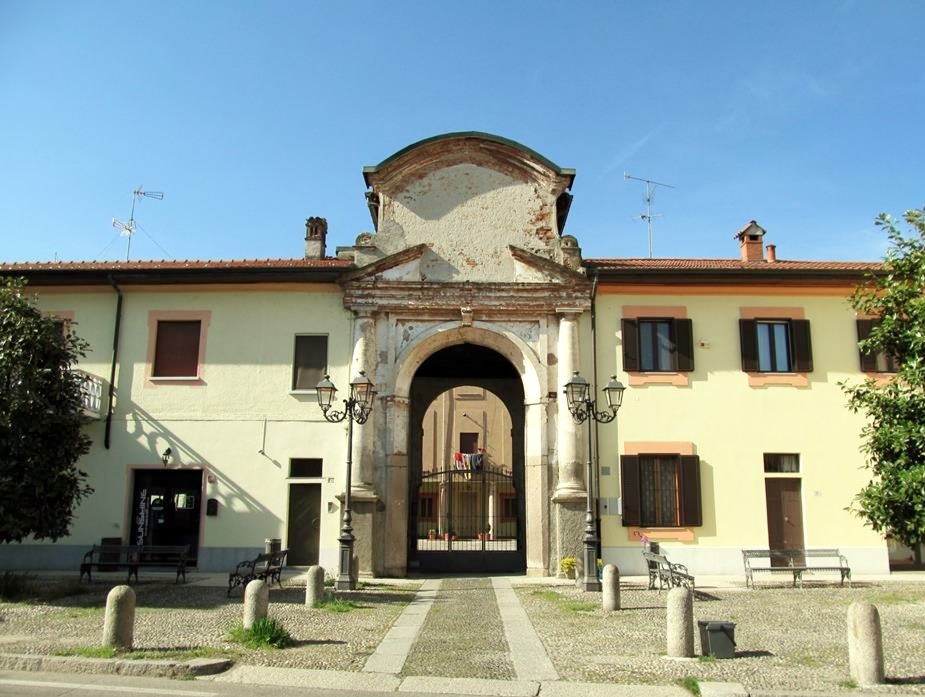
Палац Борромео Арезе

Щорічний фестиваль відбувається другої неділі жовтня. Покровитель — San Remigio.

## Демографія
Населення за роками:

Станом на 1 січня 2023 року в муніципалітеті офіційно проживало 1417 іноземців з 60 країн, серед них 314 громадян країн Євросоюзу та 79 громадян України.

## Сусідні муніципалітети
- Арлуно
- Бареджо
- Чизліано
- Преньяна-Міланезе
- Ванцаго
- Віттуоне